# Leval (Territoire de Belfort)
Leval (deutsch ungebräuchlich Thal) ist eine französische Gemeinde im Département Territoire de Belfort in der Region Bourgogne-Franche-Comté.

## Geographie
Leval liegt auf 410 m Meereshöhe, etwa 14 Kilometer nordöstlich der Stadt Belfort (Luftlinie). Das ehemalige Straßenzeilendorf erstreckt sich im Norden der Burgundischen Pforte, auf dem Plateau im Vorland der Vogesen, am Ruisseau de Saint-Nicolas.
Die Fläche des 6,00 km² großen Gemeindegebiets umfasst einen Abschnitt der nur schwach reliefierten Landschaft im Bereich der Burgundischen Pforte (Trouée de Belfort). Der zentrale Teil des Gebietes wird in Nordwest-Südost-Richtung von der Talebene des Ruisseau de Saint-Nicolas durchquert, die eine Breite von ungefähr einem Kilometer aufweist. Der Bach entwässert das Gebiet über die Bourbeuse zur Allaine. Die Ebene im Vogesenvorland liegt auf durchschnittlich 420 m. Sie ist überwiegend mit Acker- und Wiesland bedeckt, zeigt aber auch einige größere Waldflächen. Im Westen reicht der Gemeindeboden bis an den Fuß der Höhen des Bois du Châtelet. Östlich des Ruisseau de Saint-Nicolas befinden sich in leichten Muldenlagen des Plateaus zahlreiche Weiher (Étangs des Charmottes), die einst für die Fischzucht angelegt wurden und heute teilweise auch als Badeseen genutzt werden. Ganz im Norden erstreckt sich das Gemeindeareal an den Fuß der Vogesenhöhen. Hier wird mit 456 m die höchste Erhebung von Leval erreicht. Die östliche Grenze verläuft auf einer Anhöhe, welche die Wasserscheide zwischen den Einzugsgebieten von Rhone (im Westen) und Rhein (im Osten) bildet.
Nachbargemeinden von Leval sind Rougemont-le-Château und Masevaux-Niederbruck im Norden, Mortzwiller im Osten, Petitefontaine im Süden sowie Romagny-sous-Rougemont im Westen.

## Geschichte
Erstmals urkundlich erwähnt wird Leval im Jahr 1502. Es gehörte zur Herrschaft Rougemont-le-Château. Mitte des 14. Jahrhunderts gelangte das Gebiet von Leval unter die Oberhoheit der Habsburger. Zusammen mit dem Sundgau kam das Dorf mit dem Westfälischen Frieden 1648 an die französische Krone. Seit 1793 gehörte es zum Département Haut-Rhin. Im Deutsch-Französischen Krieg wurde Leval von deutschen Truppen besetzt und dem Generalgouvernement Elsass unterstellt. Ursprünglich sollte Leval dem neu gegründeten Deutschen Reich zugeschlagen werden, doch aufgrund des dritten Zusatzartikels des Vertrags von Frankfurt 1871 verblieb es als Teil des Territoire de Belfort bei Frankreich. Das Dorf wechselte damals vom Wahlkreis (Kanton) Masevaux (Masmünster) in den neu gegründeten Wahlkreis (Kanton) Rougemont-le-Château. Heute ist Leval Teil des Gemeindeverbandes Vosges du Sud. Kirchlich gehört es zur Pfarrei Rougemont-le-Château.

## Bevölkerung
| Bevölkerungsentwicklung | Bevölkerungsentwicklung |
| Jahr                    | Einwohner               |
| ----------------------- | ----------------------- |
| 1962                    | 185                     |
| 1968                    | 194                     |
| 1975                    | 179                     |
| 1982                    | 186                     |
| 1990                    | 206                     |
| 1999                    | 192                     |

Mit 248 Einwohnern (1. Januar 2022) gehört Leval zu den kleinen Gemeinden des Départements Territoire de Belfort. Nachdem die Einwohnerzahl in der ersten Hälfte des 20. Jahrhunderts abgenommen hatte (1896 wurden noch 311 Personen gezählt), wurden ab den 1930er Jahren nur noch geringe Schwankungen verzeichnet, bevor in jüngerer Zeit wieder ein merklicher Anstieg erfolgte.

## Wirtschaft und Infrastruktur
Leval war bis weit ins 20. Jahrhundert hinein ein vorwiegend durch die Landwirtschaft (Ackerbau, Obstbau und vor allem Vieh- und Rinderzucht), die Fischzucht und die Forstwirtschaft geprägtes Dorf. Daneben gibt es heute wenige Betriebe des lokalen Kleingewerbes sowie traditionell ein breites Angebot für Pferde (Pferdezucht, Pferdeweiden etc.). Mittlerweile hat sich das Dorf, das an den Golfplatz Rougemont-le-Château grenzt, mit vielen Wochenendhäuschen und Teichen (Etangs) von der reinen Wohngemeinde zu einer Freizeitregion entwickelt (für Sportarten wie Wandern, Fischen, Schwimmen oder Reiten und Golfen). Viele heutige Erwerbstätige sind auch Wegpendler, die in den Agglomerationen Belfort und Mülhausen oder in der Grenzregion zu Deutschland oder der Schweiz bzw. in der deutsch- oder französischsprachigen Schweiz selber ihrer Arbeit nachgehen.
Die Ortschaft Leval liegt abseits der größeren Durchgangsstraßen an einer Departementsstraße, die von Lachapelle-sous-Rougemont nach Rougemont-le-Château führt. Der nächste Anschluss an die Autoroute A 36 befindet sich in einer Entfernung von ungefähr 15 Kilometern. Der Anschluss an die Route Nationale (Schnellstraße) von Belfort nach Mülhausen ist in fünf Minuten erreichbar. Eine weitere Straßenverbindung besteht mit Romagny-sous-Rougemont. Ebenso führt ein Teilstück des Jakobsweges (Wanderweg 1b) durch Leval Richtung Saint-Nicolas, der andere Teil (1a) nach Angeot.